# 海盗党 (瑞典)
海盗黨（瑞典語：Piratpartiet）是瑞典的一個政黨，它由李卡德·法克明炎創立，專門關心保護知識產權所引起的各種問題，例如版權和專利等。這個組織認為現時的版權制度已經過時，不應無止境地限制發放知識。除此之外，這組織亦關心包括私人財產和個人資料在內的私隱保護，尤其是在網上。
除瑞典外，也有許多國家成立了海盜黨。

## 歷史
在瑞典有數個喜歡在網路下載的人認為很多企業經常以版權法來保障自己的利益，阻礙知識流通，尤其是令到網路下載受到很多限制。於是他們於2003年組成了這個團體，支持網上互相分享檔案合法。
這個組織本來並非一個正式的組織，不過於2006年他們成為了瑞典無議會席位的政黨之中最大的政黨，而且他們的觀點也有很多人支持，例如在美國、法國、義大利、德國、比利時等國家均有人模仿他們成立海盜黨。
2009年4月17日，4名海盜灣經營者被瑞典法庭判處1年有期徒刑之後，海盜黨黨員人數暴增到2萬8千多人，躍身為瑞典第三大黨，並於2009年欧洲议会选举中在瑞典获得了7.1%的选票，在欧洲议会中将拥有1个席位。值得注意的是，儘管海盜黨的名字源自于瑞典的反版權組織海盜署（Piratbyrån）（海盜署的成員建立了海盜灣），海盜黨与這兩個組織之間並無直接聯繫。
2010年，海盜黨两名老党员实验一种匿名和不留日志的ISP，以保护用户隐私和贯彻党的理念。目前已经在隆德市开始试点。

## 理念
海盜黨認為，現在的版權制度已經過時，很多企業利用版權限制知識發放，侷限了很多創造性工作。所以於網絡上分享電影、音樂等等行為不應該被視為違法。
海盜黨前主席  表示：「海盜黨最終目的是發起全球知識產權革命，已經有很多國家成立了海盜黨，如果再取得國會議席，我們一定會使全世界刮目相看。」
他們認為：如美國電影協會（Motion Picture Association of America, MPAA）及美國唱片工業協會（Recording Industry Association of America，RIAA）一類的組織動輒控告他人，又不准許他人使用P2P，更經常呼籲別人捐錢贊助反盜版行為，其實是為了自己利益而不擇手段，甚至是科技進步及個人自由的最大阻礙。
海盜黨的主張主要有三：一是改革版權法，二是废除專利，三是尊重私隱。Rick Falkvinge曾表示，他認為：版權法原意就是製造壟斷，而不是為了保護作者；在現今科技分發資訊成本極低，壟斷是毫無必要的，甚至為了保持版權的壟斷就必定會對個人的私隱作出侵犯。而專利制度亦和鼓勵創意無關，Rick 指出已經有研究顯示，使用專利制度的多為大型公司，根本無助創意只是增加大型公司的成本。
2006年，海盗党曾计划购买西兰公国，借此使海盗湾免受版权法约束，但因价格太贵作罢。
2010年10月，海盗党宣布计划发射用卫星将一个BT网站发射到地球轨道上。

## 各國發展
海盜黨主張改革版權法、廢除專利、尊重隱私，但有可能會被誤認為從事海上搶劫。因為中華民國刑法有海盜罪則，組織犯罪防制條例也對海盜定有罪責，中華民國政府認為「海盜黨」的名稱可能誤導民眾以為是海盜成員所組成的政黨，因此禁止以此名稱登記為政黨。

## 爭議
對於海盜灣出現，美國就曾經以官方形式向瑞典政府施壓，要求政府必須對付海盜灣，否則便將瑞典列入世界貿易組織黑名單。結果於2006年5月，瑞典警方突襲海盜灣網站總部，拘捕兩名高層。然而那個網站暫停幾天之後便重開，不過搬遷到荷蘭作為總部。然而，这次突袭却在瑞典民间引起强烈反响，并间接导致了海盜党在民眾中的支持率飙升。

## 外部連結
- Piratpartiet （页面存档备份，存于） 盜版黨官方網站

## 相關
- 海盜黨國際
- 海盜黨青年團 (瑞典)
- 分享主義
- 自由軟體